# Powiat puławski
Powiat puławski – powiat w Polsce (województwo lubelskie), utworzony w 1867 (jako powiat nowoaleksandryjski), w obecnej formie od przeprowadzonej w 1999 reformy administracyjnej. Jego siedzibą jest miasto Puławy.

## Podział administracyjny
stan na 1 stycznia 2025 roku
| Gmina                  | Powierzchnia | Ludność | Gęstość       | Siedziba        |
| ---------------------- | ------------ | ------- | ------------- | --------------- |
| Gmina miejska          |              |         |               |                 |
| Puławy                 | 50,49 km²    | 50 035  | 964,6 os./km² | Puławy          |
| Gminy miejsko-wiejskie |              |         |               |                 |
| Kazimierz Dolny        | 72,49 km²    | 6824    | 94,2 os./km²  | Kazimierz Dolny |
| Końskowola             | 89,63 km²    | 8902    | 99 os./km²    | Końskowola      |
| Kurów                  | 101,3 km²    | 7755    | 76,8 os./km²  | Kurów           |
| Nałęczów               | 62,93 km²    | 9011    | 143,2 os./km² | Nałęczów        |
| Wąwolnica              | 62,15 km²    | 4773    | 75,9 os./km²  | Wąwolnica       |
| Gminy wiejskie         |              |         |               |                 |
| Baranów                | 85,03 km²    | 4241    | 49,9 os./km²  | Baranów         |
| Janowiec               | 79 km²       | 3611    | 45,7 os./km²  | Janowiec        |
| Markuszów              | 40,39 km²    | 3021    | 74,8 os./km²  | Markuszów       |
| Puławy                 | 160,81 km²   | 11 157  | 69,4 os./km²  | Puławy          |
| Żyrzyn                 | 128,77 km²   | 6599    | 51,3 os./km²  | Żyrzyn          |

## Demografia
Liczba ludności (dane z 30 czerwca 2005):
|        | Ogółem  | Ogółem | Kobiety | Kobiety | Mężczyźni | Mężczyźni |
| osób   | %       | osób   | %       | osób    | %         |           |
| ------ | ------- | ------ | ------- | ------- | --------- | --------- |
| Ogółem | 117 167 | 100    | 60 757  | 51,86   | 56 410    | 48,14     |
| Miasto | 58 033  | 49,53  | 30 750  | 26,24   | 27 283    | 23,29     |
| Wieś   | 59 134  | 50,47  | 30 007  | 25,61   | 29 127    | 24,86     |

▶Wieś vs ▶miasto
Ogółem (▶k, ▶m)
Miasto (▶k, ▶m)
Wieś (▶k, ▶m)

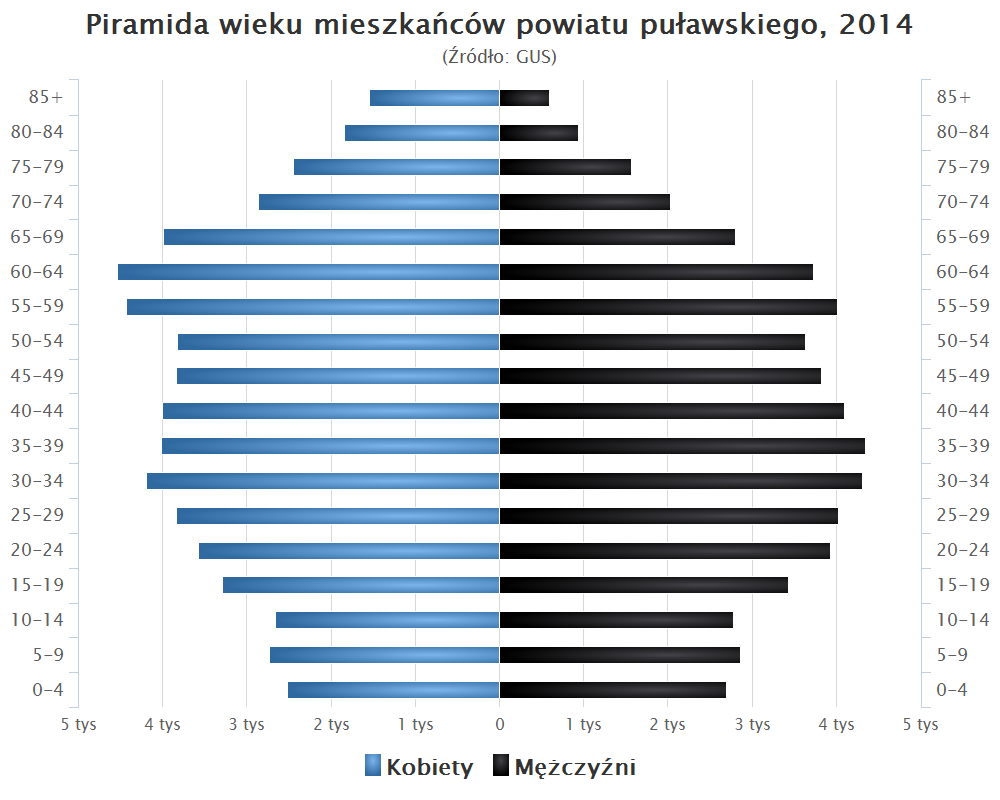
Piramida wieku mieszkańców powiatu puławskiego w 2014 roku

Według danych z 31 grudnia 2019 roku powiat zamieszkiwały 113 173 osoby. Natomiast według danych z 30 czerwca 2020 roku powiat zamieszkiwało 112 835 osób.

## Gospodarka
W końcu września 2019 liczba zarejestrowanych bezrobotnych w powiecie obejmowała ok. 2,3 tys. mieszkańców, co stanowi stopę bezrobocia na poziomie 4,8% do aktywnych zawodowo.

## Historia

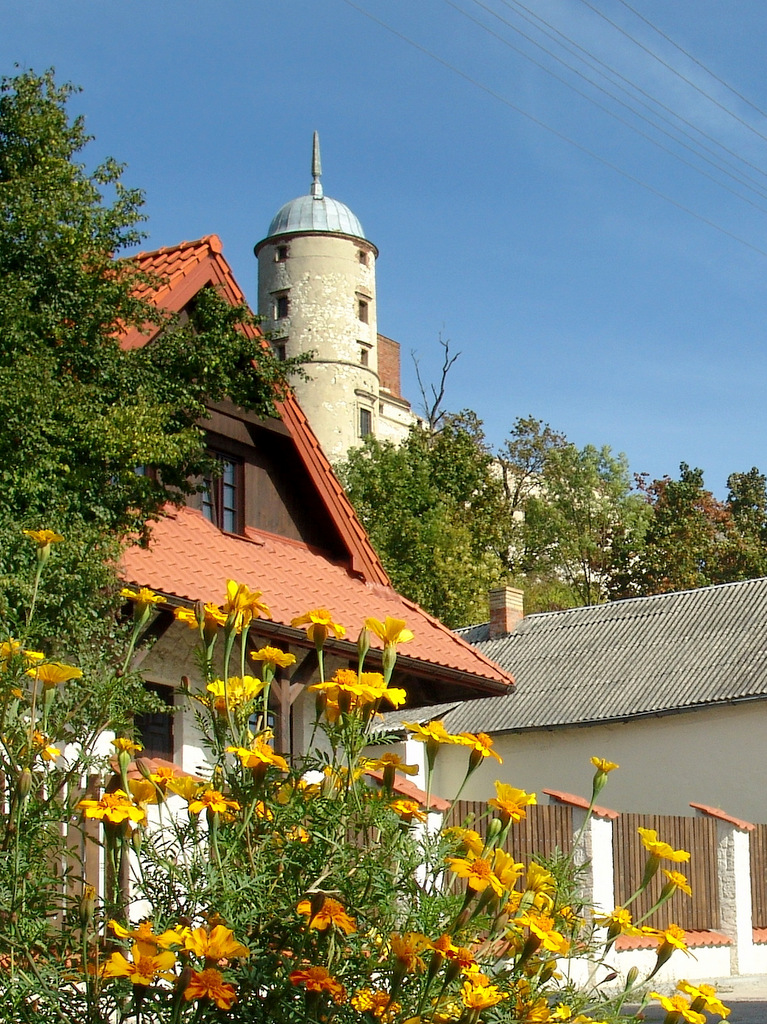
Janowiec, w głębi zamek

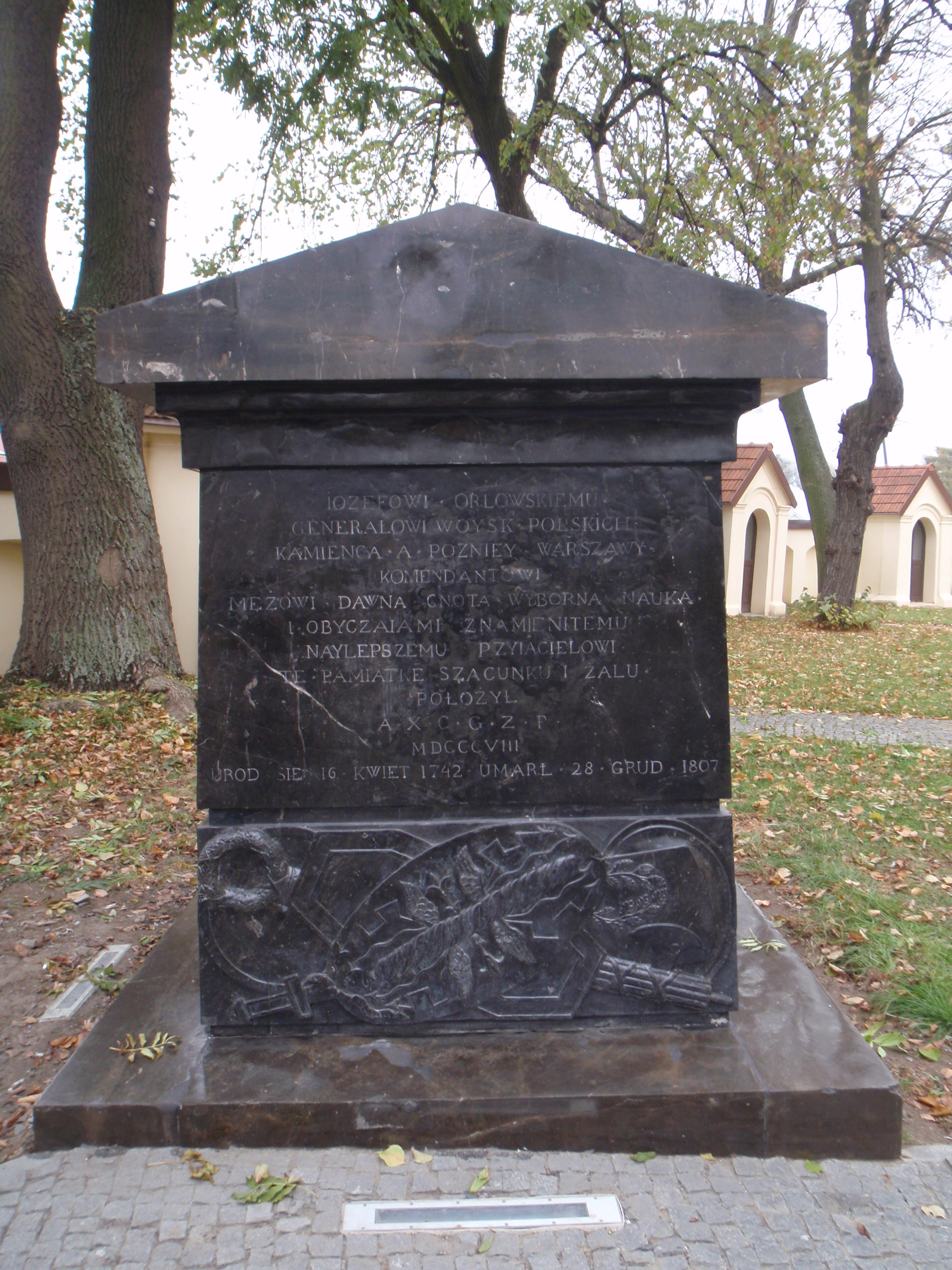
Grobowiec Józefa Orłowskiego w Końskowoli

- W dokumentach Jana Długosza (Liber Beneficjorum) wspomniane są wsie obecnego powiatu puławskiego: Jaworzec, Karczmiska Pierwsze, Rzeczyca, Skowieszyn, Wietrzna Góra (obecny Kazimierz Dolny) i Wojszyn, które należały do benedyktynów z Łysej Góry, a później do norbertanek ze Zwierzyńca pod Krakowem (wiek XI i XII).
- W latach 1867–1915 (na mocy ukazu carskiego z 1867) w guberni lubelskiej istniał powiat nowoaleksandryjski.
- W 1945 roku siedzibą powiatu był pałac w Olesinie.

## Starostowie puławscy
do uzupełnienia lata 1867–1918 i 1945–1975
- Zygmunt Skrzyński (6 grudnia 1918 – 3 sierpnia 1923)[a][7]
- Antoni Barnat (3 sierpnia 1923 – 10 stycznia 1927)
- Aleksander Wiszniewski (10 stycznia 1927 – 4 czerwca 1932)
- Mieczysław Lutman (4 czerwca 1932 – 11 października 1937)
- Alojzy Kaczmarczyk (11 października 1937–wrzesień 1939)
- Stefan Lewtak (30 września 1944–czerwiec 1950?)
- Piotr Hołosyniuk (1959–1963)[b]
- Zdzisław Pietroń (1970–1973)[c]
- Henryk Wieczorek (19 listopada 1998 – 19 listopada 2002)[8]
- Marian Żaba (19 listopada 2002 – 5 grudnia 2006)
- Sławomir Kamiński (5 grudnia 2006 – 2 grudnia 2010)
- Witold Popiołek (2 grudnia 2010 – 22 listopada 2018)
- Danuta Smaga (22 listopada 2018 – 7 maja 2024)
- Teresa Gutowska (7 maja 2024 – nadal)[9]

## Interesujące zabytki architektury i kultury
- Puławy – zespół pałacowo-parkowy Czartoryskich (pałac, Świątynia Sybilli, Domek Gotycki, Kościół rotundowy).
- Kazimierz Dolny – pięknie położone miasto z cennym układem urbanistycznym (rynkiem, kamienicami, kościołami, ruinami zamku, basztą i spichlerzami).
- Bochotnica – ruiny zamku z XIII wieku, renesansowe mauzoleum Jana z Oleśnickich, młyn wodny z XIX wieku i liczne wąwozy
- Nałęczów – park zdrojowy z pijalnią, pałac Małachowskich, wille z XIX/XX wieku, kaplica.
- Gołąb – manierystyczny kościół z XVII w., Kaplica Loretańska.
- Wąwolnica – kaplica z XIV w. z figurką Matki Boskiej Kębelskiej (miejsce licznych pielgrzymek) i kościół z pocz. XX w.
- Janowiec – ruiny zamku z XVI w., kościół późnorenesansowy z fragmentami gotyckiego z XIV wieku, skansen.
- Kurów – kościół z późnogotyckim prezbiterium z XVI wieku, rozbudowany w XVII w., zespół pałacowo-parkowy w Olesinie
- Łany – drewniany kościół mariawitów, z początków XX wieku.
- Markuszów – kościoły z XVII w.
- Końskowola – kościół farny z XVI–XVIII w. – mauzoleum Tęczyńskich, kościół szpitalny z 1613, obronna kamienica Tęczyńskich z XVI w., cmentarz ewangelicko-augsburski z XVIII/XIX w.
- Góra Puławska – zabytkowy kościół z XVIII w. pw. św. Wojciecha oraz dzwonnica.

## Sąsiednie powiaty
- powiat rycki
- powiat lubartowski
- powiat lubelski
- powiat opolski
- powiat zwoleński (mazowieckie)
- powiat kozienicki (mazowieckie)